# Crime de Langon
Le crime de Langon est un fait divers : l'assassinat crapuleux de Jean-Théodore Monget, un agent d'assurances, dans le Café de la gare à Langon, en Gironde (France), le 6 février 1907.
| - Couverture du Petit Journal le 14 avril 1907 |

## Le contexte
Tout commence par une disparition inquiétante. Rapidement les autorités se dirigent vers la probabilité d'un assassinat, mais le corps est introuvable. À l'époque, Langon et les environs étaient des lieux ou sévissait une bande de malfaiteurs, connue sous le nom de « bandits de Langon » qui avaient commis des assassinats, des cambriolages, des agressions, des contre-bandes, etc. tous restés impunis.
Un journal national, Le Matin, le 26 février, publie les faits connus à la une. C’est grâce à cette une que ce fait-divers a débordé du cadre local pour prendre une dimension nationale. De nombreux journalistes et photographes ont fait le déplacement jusqu’en Sud-Gironde pour suivre l'affaire et mener leurs propres investigations. Sans doute l'inspiration pour l'intérêt était la mémoire de l'Auberge rouge de Peyrebeille du début du 19e siècle (qui a aussi inspiré le film L'Auberge rouge en 1951 avec Fernandel comme vedette).
Cette affaire d'assassinat crapuleux est assez banale ; elle sort de l'ordinaire par sa couverture dans la presse nationale : 
- La Petite Gironde, Le Petit Journal ; Le Petit Parisien ; Le Matin ; L'Humanité ; L'Aurore ; La Libre Parole, etc. publièrent des articles quasi quotidiennement pendant la période de l'instruction et lors du procès.

Presque 400 articles sont répertoriés, avec liens vers une lecture en ligne, dans §6.1.
- Elle a suscité l'édition de dizaines de cartes postales différentes illustrant les lieux associés au crime, les recherches du parquet, les protagonistes, le procès des assassins et leur déportation au bagne de Cayenne.
- Les chansonniers produisent des complaintes sur le Crime de Langon.
- Deux spectacles éphémères sur les scènes parisienne (Le Crime de Langon) entre janvier et mars 1908 au Théâtre de Grenelle et bordelaise (L'Auberge sanglante) en mars 1908. Cette dernière, une pantomime, avait comme vedette Henriette Courrèges, un témoin clé de l'affaire.

La peine de mort des assassins fut commuée aux travaux forcés en 1908 et cet acte de clémence présidentielle produisait un grand mouvement populaire en faveur de la peine capitale. En 1909, les bandits du nord, tout à fait semblables aux bandits de Langon, furent décapités.

### Langon au début duXXesiècle
Depuis son origine, Langon, petite ville d'une population d'environ 5 000 au début du 20e siècle, a été un port et une ville où des marchands s'arrêtent et de nombreux commerçants arrivent par la Garonne.
À la fin du 19e siècle le Vieux Langon, quartier près des bords de Garonne, a vu naître de nombreuses maisons closes et la prostitution y crée une véritable économie. Si les ports appellent ce genre d’établissements, il ne faut pas croire qu’il n’y avait que les marins qui les fréquentaient.
- L’actuel no 51 de la rue Maubec était une de ces maisons de tolérance.
- La maison « Chez Mérotte » se situait en bout de la rue Papon : elle a disparu quand il a été décidé d’aligner la rue.
- Place des Carmes, face au poids public, il y avait « La Bascule ».
- Le « Bar de la Marine » était réputé pour y faire des rencontres.
- Mais celui qui semble avoir le plus marqué Langon est le bar situé dans la rue Saint-Gervais qui, au départ, portait le nom de « Bacchus » avec à sa tête Madame Savin. Il devint « La Barrique ». Si les clients entraient par la rue Saint-Gervais, la sortie se faisait par la rue Ronde, plus discrète pour ceux qui fréquentaient l’endroit.

La ville n’a donc pas échappé à la tentation pécuniaire de créer des lieux de plaisir pour les marins et autres « consommateurs » (une expression désobligeante qui fait écho à la pancarte d’un de ces établissements qui indiquait « Les consommations au fond du couloir »).
Cette situation ne convenait pas à tout le monde. Ainsi, en 1896, un conseiller municipal de Langon, M. Bannel, met les pieds dans le plat. Il déclare : « Il est vraiment déplorable de tolérer à Langon certaines maisons malfamées dont tout le monde se plaint. »
Le souhait de l’élu de Langon : « faire respecter la loi, l’appliquer dans toute sa rigueur et chercher les moyens pour combattre ce mal. ».
Quelques années plus tard, un agent municipal entre en fonction. Le retraité de la gendarmerie est notamment « chargé de la police des mœurs ». Mais, d’après Langon Revue, un hebdomadaire d’opposition, assure que « Langon est une ville perdue » à cause des « nombreux antres de prostitution qui se sont établis sur tous les points de la ville ».

#### Le Café de la Gare
| - Café de la Gare |

Parmi les lieux malfamés de Langon se trouve le Café de la Gare, un lieu de prostitution (une lanterne à l'entrée indiquait « Café et meublé ») où la personnelle féminine « montait »[C'est-à-dire ?] avec les clients. Il est tenu par les époux Branchery, Eugène et Lucia. On décrit l'établissement comme « le lieu de rendez-vous de toute la fripouille du pays », d’après Le Matin.
Le chef incontesté était Eugène Branchery, tenancier de l'auberge. Il tenait là une sorte d'école professionnelle pour cambrioleurs et assassins ; il enseignait à ses disciples l'art de crocheter une serrure, d'enfoncer une porte et de faire aux patients les coups de la cravate et le coup du père François. Il se tenait au courant des progrès de la science spéciale qu'il enseignait, et donnait même des leçons de Ju-jitsu.
Sa femme, Lucia, l'aidait dans ses entreprises ; et, parmi ses fidèles acolytes, il comptait Henri Parrot, son garçon de salle, un gaillard violent et déterminé, habitué à obéir aveuglément au patron, et les frères Joseph et Gaston Gasol, contrebandiers de leur état.

## Disparition de Jean-Théodore Monget
Le 6 février 1907, Jean-Théodore Monget, marié, père de famille et sous-directeur de la compagnie d'assurances « La Générale », est arrivé à Langon par train venant de La Réole. Il est venu à Langon pour encaisser à l'entrepôt des tabacs une somme de 1 500 francs pour le compte de Mme Bouis. De Langon, il devait se rendre à Verdelais, à bicyclette, pour régler un sinistre.
À sa descente de train, vers 14 h, M. Monget était entré au Café de la Gare prendre une consommation, puis, ayant laissé sa bicyclette, il était parti faire le recouvrement en ville, disant qu'il reviendrait vers 15h. Monsieur Monget ne donne plus signe de vie auprès de ses proches.
La police examine toutes les hypothèses susceptibles d'expliquer sa disparition : suicide, disparition volontaire ou fugue, accident ou victime d'une agression. Les deux premières sont abandonnées rapidement, car M. Monget avait une vie paisible et était d'une probité sans reproche. Aucune trace d'un accident n'est retrouvé, qui laisse la dernière possibilité.
Sa famille engage les services d'un agent de la Compagnie des chemins de fer du Midi qui enquête à Langon, Verdelais et les environs. Mais la seule enquête sérieuse a été faite par deux agents de la Sûreté de Bordeaux, agissant aussi sur la demande de la famille. Ils ont trouvé des témoins qui ont vu M. Monget entrer dans le Café de la Gare vers 14 h et d'autres qui l'ont vu pour la dernière fois, à 15h 20, dans la rue qui longe le cimetière, près de la gare.
Cependant, l’homme demeure introuvable et la police ouvre une enquête pour « disparition inquiétante ».

## L'enquête

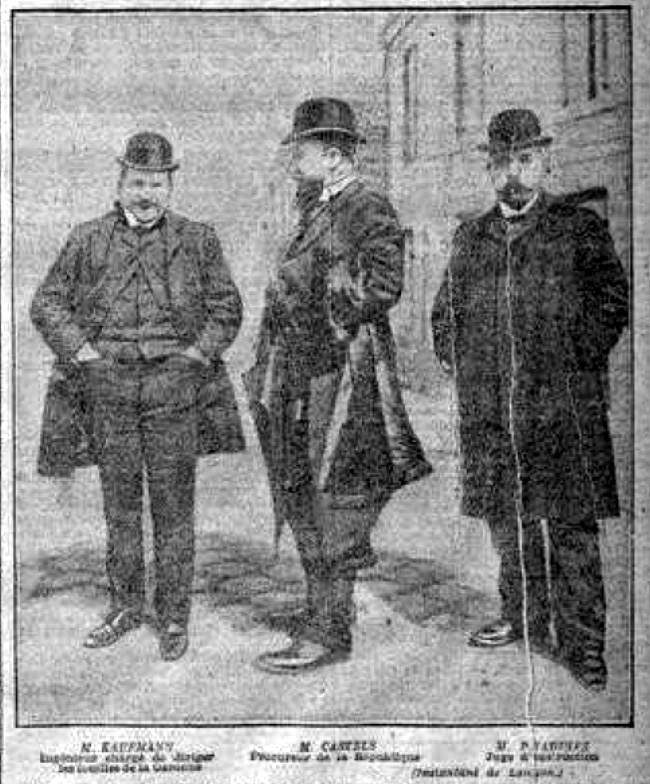
MM Kaufmann - Castels - Pradines

Au début du 20e siècle il y a un sentiment d'insécurité dans beaucoup de villes françaises : les Apaches de Paris, la bande du nord et bien d'autres sévissaient dans un climat d'impunité. Depuis plus de deux années, la « bande de Langon » semait la terreur dans les environs. Un grand nombre de vols, cambriolages, incendies volontaires et même assassinats leur sont imputés, mais les méfaits restaient impunis.
La disparition inquiétante, à Langon, de monsieur Monget, un notable de la région ; la couverture par la presse nationale et l'afflux de journalistes obligent la justice d’enquêter sérieusement. Le Procureur de Bazas est M. Castels ; le juge d'instruction M. Pradines et l'ingénieur chargé des recherches du cadavre est M. Kaufmann.
La rumeur publique indiquait que le Café de la Gare était un lieu plutôt louche et, parce que M. Monget a été vu pour la dernière fois dans son voisinage, la police s'intéresse aux activités des tenanciers Eugène et Lucia Branchery. Les premières investigations ne donnent rien, mais vers la fin du mois de février, une amie bordelaise de Lucia Branchery, Mme Laurentine, alerté par les récits de la disparition de M. Monget dans la presse, contacte la police. Lucia est venue chez elle le soir du 6 février ; elle avait beaucoup d'argent à dépenser et auparavant, elle n'avait que des dettes. D'après des enquêtes à Langon, Eugène Branchery, à partir du 7 février, épongeait ses dettes et se livrait à des festivités inhabituelles.
M. Monget est toujours introuvable et les perquisitions du Café de la Gare ne donnent rien. Cependant, un tissu de présomptions et une série de témoignages lie Eugène Branchery et Joseph Gasol avec la bande de Langon. Le 1er mars le juge d'instruction de Bazas fait arrêter Brachery et Gasol pour une affaire de cambriolage. Dans la foulée, un troisième homme, Fernand Parrot, employé du café-hôtel, se retrouve aussi derrière les barreaux. Les hommes nient toute implication dans la disparition de M. Monget et la justice n'a aucune preuve.
Le témoignage d’une femme, une ancienne employée de Branchery, va faire basculer l’affaire.

### Le témoignage d'Henriette Courrèges
Il s’agit d’Henriette Courrèges, ancienne laveuse de vaisselle et prostituée du Café de la Gare. Elle était la maîtresse de Joseph Gasol. Ce dernier lui aurait raconté comment Eugène Branchery et Fernand Parrot ont assommé le M. Monget avant de jeter son corps dans la Garonne, avec son aide.
Henriette était « la vedette » de ce fait-divers. Elle était interviewée et photographiée par des journalistes à chaque comparution devant le juge d'instruction et pour chaque sortie en ville elle était suivie par une foule de curieux. Henriette ne manqua pas de monnayer ses confidences et ses charmes. En 1908, après le procès, elle a même participé à un spectacle à Bordeaux et à Arcachon, ou elle jouait son propre rôle !
| - Henriette pose pour un photographe - Henriette venant de l'instruction à la prison de Bazas - Henriette rue Maubec - Henriette avec un journaliste, Tribunal de Bazas |

Henriette Courrèges, domestique au Café de la Gare quitte son emploi vers le mi-janvier 1907 pour résider à Bordeaux, chez une certaine Mme Larrieu, qui tient un bureau de placement, rue Sainte-Catherine à Bordeaux. Elle continue de recevoir les visites de son amant Joseph Gasol et lors d'une de ces visites, vers la mi-février, il lui raconte sa participation dans l'affaire Monget. À son tour, Henriette fait des confidences à Mme Larrieu, qui, quand l'affaire prend de l'importance dans la presse, alerte la Sûreté de Bordeaux. Henriette venait de quitter Bordeaux, mais la police la retrouve à Angoulême dans une maison hospitalière. Le 6 mars elle est ramenée à Langon et mise en état d'arrestation. Tout d'abord elle refuse de parler, puis elle déclare qu'elle dira tout si on arrête Lucia Branchery. Lucia est arrêtée immédiatement et alors, Henriette donne un récit long et détaillé du crime :
M. Monget est de retour au Café de la Gare vers 15h 30 pour reprendre son vélo afin de se rendre à Verdelais. Il prend un café, mais il est attiré par Lucia Branchery vers un guet-apens à l'arrière du Café. Car Lucia avait appris, lors de son première passage au Café, qu'au retour il porterait une somme importante d'argent. Monget fut d'abord frappé d'un coup de marteau par Parrot, puis par Branchery. Leur coup fait, les deux hommes descendirent Monget dans la cave, et là, ils l'achevèrent en l'étranglant à l'aide d'une serpillière roulée en cordon, dont ils tenaient les deux extrémités. Une fois Monget mort, ils requirent l'aide de Joseph Gazol et la nuit tombée les trois hommes se débarrassèrent du cadavre en le jetant dans la Garonne.

### Le témoignage de Jean Lacampagne
| - Jean Lacampagne |

Jean Lacampagne, un sourd-muet et souffre-douleur des Branchery, travaillait au Café de la Gare comme commissionnaire. Il témoigne le 22 avril devant le juge d'instruction avec l'aide d'un interprète.
- Le 6 février il se rendit au Café de la Gare vers 16 heures et trouvant la porte d'entrée fermée il passe derrière pour entrer par la cave. Il aperçoit Branchery et Parrot, les vêtements tachés de sang. Il voit Lucia portant une cuvette d'eau et essayant de laver le veston de son mari et les taches de sang sur le parquet. Branchery frappe Jean Lacampagne et le menace pour le cas où il ne garderait pas le silence, sinon...
- Plus tard dans la soirée il descend dans la cave et découvre, derrière un rideau, le cadavre de M. Monget. Terrifié, il fuit l'auberge.
- Vers 1 heure du matin le 7 février, une nuit de pleine lune, Jean Lacampagne, qui dormait dans un hangar en face de la cave du café, entendit des bruits et voit Gasol, Parrot et Branchery sortant de la cave avec un lourd paquet qu'ils transportaient vers la Garonne par le chemin des amoureux.

### Les aveux
La confrontation entre Henriette et Gasol amenait Gasol vers les aveux. Il reconnait qu'il avait aidé à transporter le cadavre et qu'il avait touché 250 fr.
Confronté avec les aveux de Gasol, Parrot décide d'avouer sa participation dans l'assassinat. Le meurtre de M. Monget fut planifié par les époux Branchery dès son retour au Café de la Gare et que Lucia se soit assuré qu'il avait beaucoup d'argent sur lui. Parrot avoue avoir frappé en premier et que Branchery avait terminé l'assassinat. Le cadavre, jeté dans la Garonne n'avait pas été lesté et il fut emporté par le courant.
Parrot, ayant tout avoué, fut confronté avec Branchery qui refusait encore de parler. Mais, devant ses deux complices, il était obligé d'avouer qu'il avait frappé Monget.
Lucia Branchery a continué à nier toute participation dans l'assassinat.
| - Sortie de la cave du Café de la Gare - Le sentier des amoureux - Le rocher dans la Garonne |

### La recherche du corps et des preuves matérielles
Des recherches dans la Garonne commencent le 9 mars. Le scaphandrier Dubagnette, mandaté par la justice, travaille pendant près de six mois dans des conditions de courant et visibilité très difficiles. Les bords de la Garonne sont aussi examinés pour traces d'un enterrement, également, sans succès. Lors de ces tentatives les rives de la Garonne sont noires de monde : le premier jour 200, le deuxième jour 4.000 !
|  |

- Le 30 mars un cadavre est repêché dans la Garonne près de Baurech. On pense d'abord que c'est le cadavre de M. Monget, mais après l’examen de la dentition, des vêtements, etc., il s'avère ne pas être le cas.
- Après leurs aveux, M. Pradines a entendu Parrot et Gasol et leur a demandé d'indiquer précisément l'endroit où ils ont jeté le marteau utilisé pour assommer Monget, sa bicyclette et son cadavre.

Le 3 avril, les membres du parquet se rendent à Langon, à l'endroit indiqué par Gasol et Parrot, près du pont neuf. Le scaphandrier plonge, et vers 10h 45, il retrouve les roues et le porte-bagages de la bicyclette de Monget.
Le 19 août, le scaphandrier retrouve le marteau utilisé pour assommer la victime.
|  |

- Le corps de Monsieur Monget ne sera retrouvé que le 27 octobre par Clovis Combes, un gabarier de Lavardac, devant la cale du Médoc, quai de Bacalan à Bordeaux.

Le cadavre était bien décomposé, mais le fils, Jean-Arthur, et l'épouse de Monsieur Monget pouvaient identifier les vêtements et ont confirmé que le corps était bien celui de leur père et mari. Les constatations de l’expert légiste mirent en évidence l’extrême gravité des blessures : le crâne avait été fracassé et le malheureux avait été, en outre, victime de strangulation. Le corps de M. Monget était exposé pour des besoins d'identification, par le gardien, Auguste Roy, de la morgue de Bordeaux, quai de la Grave
- Les obsèques de Jean-Théodore Monget ont eu lieu le 3 novembre 1907 à Blaignac, dans le caveau familial.

Le dossier d'instruction était complet et le 25 novembre M. Pradines a rendu sept ordonnances de renvoi devant la chambre des mises en accusation au sujet du meurtre de M. Monget. Les époux Branchery, Parrot et Gasol, sous les verrous à Bazas, sont transférés au fort du Hâ à Bordeaux le 29 novembre.

## Le procès
Le procès est fixé pour le 27, 28 et 29 février 1908 aux assises de la Gironde à Bordeaux. Les époux Branchery, Parrot et Gasol sont accusés de l'assassinat de Monget et une accusation supplémentaire est ajoutée : l'entôlage (vol d'un client par une prostituée ou son souteneur) d'un certain M. Boy, marchand de moutons à Bazas le 2 décembre 1906. Il était client d'Henriette au Café de la Gare et affirme qu'on lui a volé 200 fr. Donc, Henriette Courrèges figure parmi les accusés pour le délit d'entôlage.
Plus de 125 témoins sont appelés. Évidemment, les témoignages accablants d'Henriette Courrèges et Jean Lacampagne ; les aveux de Branchery, Parrot et Gasol et la découverte du corps de monsieur Monget laissent peu de doute sur le verdict, même si Lucia Branchery continue de nier en bloc toutes les accusations.
Eugène Branchery, peut-être en quête de notoriété supplémentaire, transforme son procès en pièce du théâtre du Grand-Guignol par les propos et interjections envers les juges, sa femme et les témoins qui relatent ses méfaits. Certains membres du juré demandent des détails croustillants du déroulement des entôlages... La salle d'audience est hilare et le Président du Tribunal menace, à plusieurs reprises, de suspendre le procès.
| - Eugène Branchery - Henri Parrot - Joseph Gasol - Lucia Branchery - Henriette Courrèges |

Cependant, l'arrêt est prévisible :
- Le 29 février 1908, Eugène Brachery et Henri Parrot furent condamnés à la peine de mort ; Lucia Branchery aux travaux forcés à perpétuité et Joseph Gasol, à la même chose, mais pour une durée de 15 ans. Henriette Courrèges fut acquittée.
- Le 27 mars leur pourvoi en cassation est rejeté et le 7 avril, Branchery et Parrot signent la demande d'un recours de grâce présidentielle contre leur condamnation à mort.
- La Cour d'assises de Perigueux condamne Joseph Gasol à 20 ans d'interdiction de séjour, à la suite de la peine de 15 années de travaux forcés[14].

| - Branchery et Parrot (I) - Branchery et Parrot (II) - Joseph Gasol |

| - Parrot, Branchery et Gasol au bagne |

- Le 20 juillet, le Président Fallières graciait Branchery et Parrot et commuait la peine des assassins en celle de travaux forcés à perpétuité. À la suite de ce dernier acte de clémence il se produisit un grand mouvement en faveur de la peine capitale, qui fut rétablie pour les bandits du nord, tout à fait semblables aux bandits de Langon, en 1909.
- Le 4 août Lucia Branchery est transférée à la maison centrale de Montpellier, au pavillon des tuberculeuses, pour y subir sa peine.
- Le 6 août, Branchery et Parrot sont transférés du fort du Hâ à la prison de Saint-Martin-de-Ré pour leur embarquement vers le bagne de Cayenne. Joseph Gasol est transféré à Périgueux, pour être jugé sur une autre affaire, puis à La Rochelle pour le bagne de Cayenne.
- Joseph Gasol est mort le 2 octobre 1909[15]
- Le 13 juin 1910, Henri Parrot s'évadait du bagne. Il a été rapidement repris et a été condamné à deux ans de réclusion cellulaire[16].
- Au bagne, Eugène Branchery exerçait la profession de boulanger. Il est mort le 31 août 1913[17].
- En août 1926 le Président de la République, Gaston Doumergue, commua la peine de Lucia à 15 ans de travaux forcés.

La vie de Branchery, Parrot et Gasol au bagne est décrite dans le livre Visions du Bagne de Jacques Dhur

## La complainte du crime de Langon
Les chansonniers font du crime de Langon un sujet de plusieurs chansons. Par exemple, en 1907, La Lanterne publiait en juin une complainte d’Émile Regebert et les Annales du Crime un résumé des faits, suivi d'une complainte en 16 couplets décrivant le crime de Langon :
Écoutez bien l'horrible histoire

De sinistres et vils bandits,

De cent forfaits qu'ils ont commis

On gardera longtemps mémoire :

Ces malandrins depuis cinq ans,

Assassinaient les pauvres gens.
Ils tenaient, pour cacher leurs crimes,

Un fort bel établissement,

Où leurs complices sûrement

Savaient attirer les victimes ;

C'est là qu'ils mirent en projet

Pour son argent, d'occir Monget.
Or, un beau soir, à bicyclette,

N'en vint le pauvre voyageur,

Et Lucia, pour tenter son cœur,

Avec lui fut douce et coquette ;

Ce jour-là, dit-on, l'imprudent

Avait sur lui beaucoup d'argent.
Pour se laisser conter fleurette

Elle emmena son amoureux

Au fond d'un corridor ombreux,

Ne voulant pas être inquiétée

Or, la traîtresse, elle savait

Qu'en ce coin la mort l'attendait.
Branchery, Parrot son complice

Le guettaient derrière un rideau

pour le frapper d'un lourd marteau

Au moment de son court délice ;

Mais le coup fatal le manqua

Alors Branchery l'étrangla.
Après ce crime horrible et grave,

Les assassins, tremblant de peur,

Mirent le pauvre voyageur

Dans la glacière de la cave ;

Ils attendaient l'obscure nuit

Pour l'emporter bien loin sans bruit.
De Gasol, Espagnol cynique,

Vrai bandit, au cœur inhumain

Ils quettèrent un coup de main

Pour cacher leur forfait inique ;

Et l'autre se fut complaisant

Pour avoir sa part de l'argent.
Alors la patronne joyeuse,

Leur versa des vins généreux,

Fallait les rendre valeureux

Pour la besogne dangereuse ;

Pour accomplir un dur labeur,

Le bon vin vous donne du cœur.
Quand vint la nuit, l'âme inquiète,

Ces bandits, clandestinement

Trainèrent Monget, commodément

Sur une sinistre brouette ;

Et dans la Garonne, en secret,

Ils le jetèrent sans un regret.
Ils croyaient bien, ces froids apaches,

Assurant leur impunité,

Continuer en liberté

Ce commerce atroce de lâches ;

Mais une femme, avec raison

D'un mot les fit mettre en prison.
Henriette, ancienne servante,

Et maîtresse du beau Gasol,

Un jour, questionnant l'Espagnol,

Apprit les secrets de la bande ;

À la justice elle dit tout,

Depuis ils sont sous les verrous.
Avec hauteur, ces misérables,

Effrontément niaient les faits

Crimes, vols, odieux forfaits

Ah ! quel cynisme épouvantable !

Mais très froid, le juge leur dit :

J'ai des preuves, cela suffit !
Gasol, devant cette assurance,

Perdant son superbe toupet,

Avoua l'assassinat Monget,

Reconnaissant sa complaisance,

Puis, il dénonça ses amis

Et tous les méfaits impunis.
Alors, ces gens aux cœurs terribles,

Branchery, Parrot, Lucia

Sanglant trio de scélérats

Ont reconnu leurs crimes horribles ;

La justice, avec équité,

Saura venger la société.
Pour finir leurs vies de rapine

Deibler, peut-être, un beau matin,

Coup'ra la tête à ces gredins

Sous la fatale guillotine :

C'est juste punition du Ciel

Qu'ainsi finisse un criminel
O vous, braves gens des campagnes

Pour combattre ces vils fripons

Soyez unis dans vos cantons

Défendant ainsi vos épargnes

Soyez armés dans vos maisons

Bien fort, on a toujours raison.

### Articles de presse
Pour chaque article de presse qui se trouve dans une des boîtes déroulantes ci-dessous, un lien est donné pour une lecture en-ligne.

#### La presse régionale
La presse locale girondine publia beaucoup d'articles, dès le 10 février 1907 ; pendant l'instruction et lors du procès en 1908.
Les principaux journaux sont : La Petite Gironde ; Le Glaneur (Bazas) ; La Nouvelliste de Bordeaux ; La France de Bordeaux et du Sud-Ouest ;  L'Union (La Réole)
Malheureusement, sauf pour La Petite Gironde et Le Glaneur ces journaux ne sont pas encore numérisée.

#### La presse nationale
Les articles de la presse nationale sont groupés par journal et par année.